# كير غراف
كير غراف (بالإنجليزية: Keir Graff)‏ (1969، ميسولا في الولايات المتحدة)؛ روائي أمريكي.